# Altschmiede (Abtsgmünd)
Altschmiede ist ein Teilort von Abtsgmünd im Ostalbkreis in Baden-Württemberg.

## Beschreibung
Der Weiler liegt an der Nordseite des Kochers und unmittelbar gegenüber von Abtsgmünd selbst neben der dem Flusslauf am Ufer folgenden Bundesstraße 19.

## Geschichte
Im Jahre 1611 wurde an der Stelle des heutigen Weilers von der Fürstprobstei Ellwangen ein Hochofen errichtet, der 1667 in die namengebende Hammerschmiede verwandelt wurde. Diese wurde 1699 aufgrund des Wassers nach Neuschmiede verlegt, das weiter östlich und kocheraufwärts liegt, weshalb der alte Platz nun Altschmiede genannt wurde.